# Aspergillosi
Per  aspergillosi, in campo medico, si intende un'infezione dell'apparato respiratorio causata dall'inalazione delle spore del fungo Aspergillus.

## Eziologia e patogenesi
L'Aspergillus è un fungo della classe degli Ascomycetes. Al genere appartengono numerose specie patogene. Quella di più frequente riscontro è l'Aspergillus fumigatus; di minore importanza dal punto di vista medico sono: Aspergillus flavus, Aspergillus niger, Aspergillus clavatus, Aspergillus glaucus e Aspergillus versicolor. Le spore si trovano in natura sul suolo, nel fogliame, tra il foraggio per il bestiame e nei cereali.
La semplice inalazione delle spore non causa di per sé l'insorgenza dell'infezione polmonare. Nel soggetto con normali difese immunitarie, la diffusione del fungo viene infatti generalmente bloccata e, al più, può formarsi una reazione granulomatosa attorno alla sede di arrivo della spora.
Nel caso invece di un soggetto con difetti della funzione immunitaria, il fungo si diffonde facilmente nel parenchima polmonare e causa un quadro di infezione diffusa. In questo caso, nel tessuto polmonare si diffondono lesioni nodulari biancastre che tendono al rammollimento e alla liquefazione. Con la liquefazione dei noduli, le ife dell'aspergillus possono invadere il torrente circolatorio e provocare trombosi dei vasi sanguigni, con conseguenti lesioni necrotico-emorragiche disseminate. Questo quadro è tipico dei soggetti con deficit immunitari gravi.
Una terza possibilità si verifica quando l'infezione si sviluppa in un soggetto già portatore di lesioni (cavità o cisti) bronchiali. In questo caso, le ife fungine si accumulano formando degli agglomerati di grosse dimensioni, che favoriscono la riproduzione del fungo stesso per la presenza di condizioni favorevoli di umidità e di temperatura.

## Forme cliniche
In base ai meccanismi su esposti, si possono riscontrare diverse forme cliniche di aspergillosi:
- Aspergillosi bronchiale è la forma che si manifesta nei soggetti con difese immunologiche conservate. Si può presentare come bronchite aspergillare semplice nel caso in cui il fungo proliferi sulla superficie di una mucosa bronchiale. I sintomi sono quelli di una bronchite acuta con tosse e talvolta emoftoe. Se la proliferazione dell'aspergillus porta a ostruzione dei bronchi, la sintomatologia può simulare quella di un carcinoma broncogeno e la diagnosi differenziale si può fare solo mediante prelievo bioptico. Se il soggetto era stato già esposto in precedenza a una sensibilizzazione fungina, l'infezione può scatenare una reazione allergica (in tal caso si parla di Aspergillosi broncopolmonare allergica) che si manifesta clinicamente con crisi di broncospasmo e di intensa dispnea. Nell'espettorato si ritrovano numerosi eosinofili e la radiografia del torace mostra infiltrati non ben delimitati.
- Aspergillosi invasiva o diffusa è la forma che si sviluppa nel paziente con grave compromissione dell'immunità (granulocitopenia, AIDS o altre forme di deficit immunitario); clinicamente si manifesta come una polmonite acuta, con un decorso veloce e spesso fatale, se le ife fungine si fanno strada attraverso il torrente sanguigno. Alla radiografia i polmoni appaiono diffusamente infiltrati con micronodularità disseminate a tutto il parenchima. La diagnosi differenziale da altre forme di polmonite è difficile e molte volte è possibile solo in sede di riscontro autoptico.
- Aspergillosi intracavitaria o aspergilloma è la forma che si riscontra in pazienti con preesistenti lesioni cavitarie polmonari. Il paziente, in condizioni generalmente discrete, manifesta qualche episodio di emottisi, ma alla radiografia si rivela un'opacità "mammellonata" che si sposta nella cavità con le variazioni di postura dell'ammalato.
- Aspergillosi cerebrale

## Fattori di rischio
Impianti di ventilazione contaminati, asma, AIDS.

## Esami
Gli esami prevedono la radiografia del torace e la tomografia computerizzata dove spesso si riscontrano segni inconfondibili. Essenziale è la ricerca e l'isolamento del fungo dalle secrezioni bronchiali, dall'essudato pleurico o dai prelievi bioptici effettuati in broncoscopia. La ricerca dell'aspergillus nell'espettorato può dare delle false positività perché alcune specie di Aspergillus possono trovarsi comunemente come saprofiti nel cavo orale.

## Terapie
La terapia consiste nella somministrazione di Terbinafina, amfotericina B, flucitosina e itraconazolo. Nei casi di "aspergilloma" si utilizza l'escissione chirurgica, in quanto nelle cavità polmonari non si riesce a raggiungere concentrazioni efficaci di farmaco antifungino.
Per le terapie con antimicotici, essendo terapie prolungate, va valutato attentamente il rapporto rischio beneficio, considerando l'effetto collaterale epatotossico.

## Prognosi
La prognosi delle forme diffuse risulta infausta e inadeguata.